# Тртар
Тртар је брдо око 5 km сјевероисточно од Шибеника. Протеже се у смјеру сјеверозапад—југоисток, а највећи врх брда је на висини од 494 m. Брдо је препознатљиво по вјетрењачама вјетроелектране Тртар—Кртолин, које су лако видљиве са ауто-пута А1.